# Амадина-рубінчик малинова
Амадина-рубінчик малинова (Neochmia phaeton) — вид горобцеподібних птахів родини астрильдових (Estrildidae). Вид поширений в Австралії та Новій Гвінеї.

## Поширення
Амадина-рубінчик малинова трапляється на півночі Західної Австралії (відділ Кімберлі), на півночі Північної території та на північному заході, північному сході та сході Квінсленда в Австралії.  Вид також широко поширений у південній та південно-східній Новій Гвінеї. Живе поблизу водно-болотних угідь у прибережній рослинності, де багато дерев Pandanus. Цей вид не дуже боїться людини, насправді він отримав вигоду від антропізації деяких територій, розширивши свій ареал, включивши рисові поля та території, оброблені за допомогою іригаційних систем.

## Підвиди
Виділяють два підвиди:
- Neochmia phaeton phaeton, номінальний підвид, широко поширений у східній і північній частині Австралії;
- Neochmia phaeton evangelinae D'Albertis & Salvadori, широко поширена на півострові Кейп-Йорк, а також у південній та південно-східній частині Папуа Нової Гвінеї.

## Опис
Птах завдовжки 14 см, з яких приблизно половина припадає на довгий хвіст. Це невеликий птах тонкої форми, оснащений міцним дзьобом і довгим клиноподібним хвостом. Забарвлення сіре на тімені, потилиці, шиї, спині, крилах і крупі, тоді як обличчя, груди, боки, верхня частина живота, круп і верхня сторона хвоста мають малиново-червоний колір, тоді як черевце і підхвістя чорнуваті у номінального підвиду та білуваті у підвиду evangelinae. Біля основи крил є кілька білих крапок. Очі оливково-карі, ноги тілесного кольору, дзьоб коралово-червоний.